# Яхмос I
 Неб-пехти-Ра Яхмос I (или Ниб-пахта-Риа Ах-маси – в превод „Владеещ сила като Ра, Роден от Луната“), известен и като Яхмес, Ахмос или Амасис I е фараон-основател на Осемнадесета династия на Древен Египет. Управлява Египет в периода 1552 – 1525 пр.н.е.
Син е на фараон Таа II (Секененра) и царица Яххотеп (Ах-хатпи, букв. „Луна доволна“), брат на последния фараон от XVII динасия Камос. Съпругата му се казва Яхмос-Нефертари. Заедно имат няколко деца – принцовете Рамос, Сиамун, Аменхотеп I, Яхмос-анкх и принцеси Яхмос-Меритамон, Яхмос-Ситамун (и вероятно Мутнофрет). След като двамата по-големи братя на Аменхотеп умират, неочаквано той става престолонаследник и идва на трона в Горен Египет.
Управлението на Яхмос (Амасис) I е най-важно с изгонването на хиксосите от поречието на Нил, в серия от победни походи. След като обединява Горен и Долен Египет под властта на тиванските фараони, Ахмос предприема походи в Нубия, Палестина, Финикия и Сирия.